# Император ВАВА
Владимир Николаевич Александров (род. 14 декабря 1962, Чебоксары), известный под творческим псевдонимом Император ВАВА — российский художник и теоретик искусства, автор художественных и публицистических текстов. Один из значимых представителей Московского акционизма.

## Биография
Владимир Александров родился 14 декабря 1962 года в Чебоксарах. В 1971 году переехал в Москву. Рисовать начал с раннего детства. С начала 1980-х до начала 1990-х годов вместе с братьями издавал семейный рукописный журнал «Декабрина».
В 1983 году окончил Московский электротехникум связи в посёлке Лесной Московской области. В 1983—1985 годах служил в рядах Советской армии. В 1985—1986 годах обучался на философском факультете МГУ.
В конце 1980-х годов посещал студию Заслуженного художника РСФСР В. И. Андрушкевича в Пушкинском РДК. В 1988—1989 гг. один из организаторов и участник художественной группы «Союз Африканских Деятелей» (САД). С 1991 года член международной федерации художников (IFA). В 1995 году стал одним из организаторов и участников художественной группы «Секта абсолютной любви» (САЛ).
В 2011 году с отличием закончил заочное отделение факультета экономики и управления Московского гуманитарного университета (МосГУ). В 2013 году защитил кандидатскую диссертацию по экономике (инновационное развитие) на заседании диссертационного совета Московского государственного индустриального университета (МГИУ).
В настоящее время продолжает создавать новые работы, прежде всего парные и серийные картины, преимущественно на бумаге, а также статьи по искусству и художественные произведения в прозе (романы, миниатюры).

## Избранные персональные выставки
- 1989: «Просто патология» («Einfach pathologie»), Galerie in der Stadtinitiative, Вена, Австрия.
- 1992: «Uber mein Leben» (совместно с Р. Егоровым), галерея «Садовники», Москва
- «Вскрытая Вена» («Geoffnete Vena»), Galerie in der Sterngasse, Вена, Австрия.
- «Плесень/Белая лошадь» («Schimmel»), Modena art Galerie, Вена, Австрия.
- 1993: «Замки и цветы», галерея «Велта», Москва[9].
- «Культ», выставочный зал «Творчество», Москва.
- 1995: «Воля к страсти», галерея «Беляево», Москва.
- 1996: «Больше смысла» (совместно с О. Мавроматти), ЦСИ на Якиманке, Москва.
- 1998: «Избранная живопись 1988—1998», галерея «Беляево», Москва.
- «Валькирия (Post-action)», галерея М. Гельмана, Москва[10].
- 2002: «Gruppen sens. Исчезающий смысл» (совместно с А. Мартыновой), галерея «Франция», Москва.
- «Postsingularia. Архитектура коллажа. Мир вокруг женщины», галерея «Ман-арт» в Доме Архитектора, г. Тула.
- «90-х не было» (совместно с А. Мартыновой), TV-галерея, Москва.
- «Флора и фауна», Галерея С.АРТ, Москва.
- 2003: «Postsingularia. Symbol few», галерея «Франция», Москва
- «PS. Символы и флаги», Галерея С.АРТ, Москва.
- 2004: «Парные работы на бумаге», галерея «Франция», Москва.
- 2005: «Парлептипные холсты», галерея «АРТСтрелка project», АРТСтрелка, Москва.
- 2006: «Идеальное заключение», галерея М. Гельмана, Москва[11].
- 2007: «Мужские фетиши», галерея «Batlow&Belov» (в рамках параллельной программы 2 Московской биеннале современного искусства), АРТСтрелка, Москва.
- 2008: «Солнечный круг», Studio Dauhaus (Plastilin gallery), София, Болгария
- «Парлептипные символы», галерея «RU.Литвин», АРТСтрелка, Москва.

## Избранные групповые выставки
- 1988: «Весь этот джаз», М-полигон МАИ, Москва[12].
- 1989: «Музыка камней», М-полигон МАИ, Москва.
- 1990: «Сент-парадис», выставочный зал на Петровских линиях, 1, Москва.
- 1991: «Живописные пространства», галерея «РосАрт» (Октябрьская, 26), Москва.
- «Малая Грузинская, 28 в Манеже», Манеж, Москва.
- 1993: «Национальные традиции и постмодернизм», Государственная Третьяковская галерея, (ГТГ на Крымском валу), Москва.
- 1995: «Мороженое искусство», хладокомбинат «Айс-Фили», Москва.
- «Дух и почва 2», галерея «Садовники», Москва.
- «Промысел божий», TV-галерея, Москва.
- 1996: «Художники Москвы — олимпийцам России», Дом Художника на Кузнецком Мосту Москва.
- Благотворительный аукцион «Sotheby’s», отель «Балчуг-Кемпински», Москва.
- 1997: «Кредо», выставочный зал Российского фонда культуры, Москва.
- «Предмет, натюрморт», выставочный зал Российского фонда культуры, Москва.
- «Картины, обречённые на уничтожение». Галерея-лаборатория «Доминанта», Москва.
- 1998: «In-formation» -фестиваль современного искусства, Витебск, Белоруссия.
- 1999: «Художник о художнике», музей «Зверевский центр современного искусства», Москва.
- 2000: «Искусство против географии. („На грани“)», галерея М. Гельмана в Русском Музее, Санкт-Петербург.
- «Агитация за искусство», филиал ГЦСИ, г. Екатеринбург.
- 2001: «Art-Moscow», Международная выставка-ярмарка, стенд галереи М. Гельмана, ЦДХ, Москва.
- «Warhol connections», L-галерея, Москва.
- «Ein tieferes Deutschland» («Глубинная Германия»), ГВЗ «На Каширке», Москва.
- 2002: «Евро», Музей и общественный центр им. А. Д. Сахарова, Москва.
- 2003: «The best», Галерея С.АРТ, Москва.
- «АртКлязьма’2003», Фестиваль современного искусства, пансионат «Клязьминское водохранилище», Московская область.
- «АртКонституция», Московский Музей современного искусства (ММСИ), Москва.
- 2004: «Параидентичность», музей «Зверевский центр современного искусства», Москва[13].
- «АртКлязьма’2004», Фестиваль современного искусства, пансионат «Клязьминское водохранилище», Московская область.
- «Мастерская Арт Москвы» (выставка номинантов национальной премии в области современного искусства «Чёрный квадрат»), ЦДХ, Москва.
- 2005: «Так (не) говорил Заратустра» (в рамках параллельной программы 1 Московской Биеннале современного искусства), галерея «На Солянке», Москва.
- «Русский поп-арт», Государственная Третьяковская галерея, (ГТГ на Крымском валу), Москва.
- «Портрет лица», галерея М. Гельмана в ЦСИ М’АРС, Москва.
- 2007: «Нефертити (практика себя)», проект_fабrика, Москва.
- «Мастерская Арт Москвы» (выставка номинантов национальной премии в области современного искусства «Чёрный квадрат»), ЦДХ, Москва.
- «Everything you always wanted to know about „The East“ but were afraid to ask», «Fifty in third» Artist center, Troy, NY, США.
- «Новый ангеларий», Московский Музей современного искусства (ММСИ), Москва.
- 2008: «О смертном в искусстве...», М-галерея, Ростов-на-Дону.
- «Интуитивная каллиграфия», галерея «Солярис», Тольятти[14].
- 2009: «Дах-9», Фестиваль современного искусства, Палац мастацтва, Минск, Белоруссия.
- 2012: Выставка номинантов Премии Кандинского (в составе группового проекта «Плэнер»), КЦ «Ударник», Москва.
- 2013: 5-я Московская Биеннале современного искусства (в составе группового проекта «Коллектив авторов»), основной проект, ЦВЗ Манеж, Москва[15].
- 2014: «Реконструкция 2», фонд культуры «Екатерина», Москва[16].
- «Перфоманс в России. Картография истории». Музей современного искусства «Гараж», Москва.
- 2020: История развития мультимедиа искусства Ленинграда — Санкт-Петербурга 1985–2000 годов, Центр современного искусства им. Сергея Курёхина, Санкт-Петербург[17].

## Избранные перформансы и акции
- 1992: «В чёрной комнате», Петровский бульвар,12, Москва.
- 1995: «Лестница», ГМИИ им А. С. Пушкина, Москва.
- «Рождение солнечного человека», хладокомбинат «Айс-фили», Москва.
- «Зеркальная болезнь» (в составе САЛ), Кутафья башня, Кремль, Москва.
- Зашивание губ (с О. Мавроматти), перформанс на закрытии выставке «Промысел божий», TV-галерея, Москва.
- «Из России с любовью» (с О. Мавроматти), ЦСИ на Якиманке, Москва.
- 1996: «Минута молчания» (с О. Мавроматти), радиостанция «Эхо Москвы», Москва.
- «Последнее желание» 6 марта, (в составе САЛ), грот Александровского сада, Кремль, Москва.
- «Пиррова победа» (с О. Мавроматти), двор шахматной федерации России, Москва.
- 1997: «День защиты (посвящается Жаку Ваше)», Крымский мост — Москва-река, Москва.
- «Внутреннее граффити (флаги революций)», галерея-лаборатория «Доминанта», Москва.
- 1998: перформанс на открытии выставки «Мышеловка», галерея «Борей», Санкт-Петербург.
- перформанс на открытии выставки «Валькирия», галерея М. Гельмана, Москва.
- 2001: «60 минут молчания» (с А. Мартыновой), балкон ст. метро «Комсомольская», радиальная, Москва.
- «60 минут молчания-2» (с А. Мартыновой), подземный ТЦ «Охотный ряд», Москва.
- 2002: «12&12&12&12&12&12», 12-и частный перформанс, программное обоснование идеологии ПОСТСИНГУЛЯРИЯ (проходил каждого 12-го числа каждого месяца), балкон ст. метро «Комсомольская», радиальная, Москва[18].
- «Export from Russia», мэйл-арт акция в рамках проекта «12&12&12&12&12&12», июнь-декабрь, 12 галерей, Вена, Австрия.
- 2006: перформанс на открытии выставки «Идеальное заключение», галерея М. Гельмана Москва.
- 2008: перформанс на открытии выставки «Солнечный круг», Studio Dauhaus (Plastilin gallery) София, Болгария[19].
- 2010: «Андеграунд-Родина», «Инфраструктура», однодневная выставка, Тушинский тоннель, Москва.
- 2012: «Плэнер», групповая акция, Софийская набережная, Москва.

## Участие в съёмках кино, на TV, шоу, видеоакции, кураторство
- 1996: «Sтык-1» (с О. Мавроматти), фестиваль авангардного кино и видео, участники, Jazz-арт-клуб, Москва.
- «Введение в историю современного искусства» (с О. Мавроматти), программа «Знак качества», телеканал TV-6, Москва.
- «Одиннадцать писем внутрь» (с О. Мавроматти), видеоакция, TV-галерея, Москва.
- 1997: «Деньги» (совместно с А. Мартыновой и Л. Степановым), — стол «хозяев» в программе «Моя семья», телеканал ОРТ — Первый канал, Москва.
- «Сейчас и через 5 лет», 1-3 мая, Опрос-интервью горожан о современном искусстве, улицы Москвы.
- Видеопрограмма (перформанс с зашиванием губ в TV-галерее) на выставке «Московский акционизм и его контекст», музей «Secession», Вена, Австрия.
- 1998: «Sтык-2-Sтыковка» (один из кураторов-организаторов), международный фестиваль авангардного кино и видео, клуб «Р. В. С.», Москва.
- «Боди-арт»,- программа «Про это» (приглашённый участник), телеканал НТВ, Москва.
- 1998: участие в съёмках фильмов: «Тайная эстетика марсианских шпионов» — О. Мавроматти, «Кокки - Бегущий Доктор» — С. Басковой.
- 2002: Программа «От киноавангарда к видеоарту», «90-х не было» (совместно с А. Мартыновой), телеканал TV-5 «Культура», Москва, (эфир 11 марта 2002)[20].
- 2004: Куратор и участник выставки «Параидентичность», музей «Зверевский центр современного искусства», Москва.
- Член жюри фестиваля «Sтык’2004», Дом Хонжонкова, Москва.
- 2005: Репортаж телеканала TV-5 «Культура», Москва, с открытия персональной выставки «Парлептипные холсты», (эфир 28 ноября 2005).
- «Император ВАВА. История личной мифологии», презентация в галерее «Vaska Emanuilova», София, Болгария.
- 2009: «О современном искусстве и московском акционизме», лекция-презентация, на Фестивале современного искусства «Дах-9», Палац мастацтва, Минск, Белоруссия[21].
- 2014: «Манифеста-10», Восточное окно, Работы из собрания архива музея современного искусства «Гараж» (видео перформанса «Зашивание губ»), Санкт-Петербург.
- 2018 «Перформансы и акции 1990-х — начала 2000-х и некоторые (теоретические) аспекты бытия», лекция в школе перформанса «PYRFYR» Solyanka VPA, Москва.